# Boxe nos Jogos Pan-Americanos de 2019 - Peso meio-médio feminino
A categoria até 69 kg feminino ou meio-médio feminino do boxe nos Jogos Pan-Americanos de 2019, foi disputada entre 27 e 1 de agosto na Villa Desportiva Regional de Callao, no Coliseu Miguel Grau.

## Calendário
Horário local (UTC-5).
| Data        | Horário | Fase             |
| ----------- | ------- | ---------------- |
| 27 de julho | 14:00   | Quartas-de-final |
| 30 de julho | 13:00   | Semifinal        |
| 1 de agosto | 19:00   | Final            |

## Medalhistas
| Ouro   | USA Oshae Jones                    |
| Prata  | CAN Myriam Da Silva                |
| Bronze | MEX Brianda Cruz DOM Maria Moronta |

## Resultados
Os resultados foram os seguintes. 

### Chave
|  | Quartas de final   | Quartas de final   | Quartas de final |  |  | Semifinal           | Semifinal           | Semifinal       |   |                     | Final               | Final | Final |
|  |                    |                    |                  |  |  |                     |                     |                 |   |                     |                     |       |       |
|  |                    |                    |                  |  |  |                     |                     |                 |   |                     |                     |       |       |
|  |                    |                    |                  |  |  | CAN Myriam Da Silva | CAN Myriam Da Silva | 4               |   |                     |                     |       |       |
|  | MEX Brianda Cruz   | MEX Brianda Cruz   | 5                |  |  | MEX Brianda Cruz    | MEX Brianda Cruz    | 1               |   |                     |                     |       |       |
|  | NCA Keyling Osejo  | NCA Keyling Osejo  | 0                |  |  |                     |                     |                 |   | CAN Myriam Da Silva | CAN Myriam Da Silva | 0     |       |
|  | DOM Maria Moronta  | DOM Maria Moronta  | 5                |  |  |                     | USA Oshae Jones     | USA Oshae Jones | 5 |                     |                     |       |       |
|  | COL Paola Calderon | COL Paola Calderon | 0                |  |  | DOM Maria Moronta   | DOM Maria Moronta   | 1               |   |                     |                     |       |       |
|  | USA Oshae Jones    | USA Oshae Jones    | 3                |  |  | USA Oshae Jones     | USA Oshae Jones     | 4               |   |                     |                     |       |       |
|  | PAN Atheyna Bylon  | PAN Atheyna Bylon  | 2                |  |  |                     |                     |                 |   |                     |                     |       |       |
|  |                    |                    |                  |  |  |                     |                     |                 |   |                     |                     |       |       |
|  |                    |                    |                  |  |  |                     |                     |                 |   |                     |                     |       |       |